# Applied Physics Letters
Applied Physics Letters (abrégé en Appl. Phys. Lett.) est une revue scientifique à comité de lecture qui publie des articles sous forme de communications dans le domaine de la physique appliquée.
D'après le Journal Citation Reports, le facteur d'impact de ce journal était de 3,554 en 2009.

## Liste des éditeurs
- Hartmut Wiedersich (1990 – 1994)
- Gilbert J. Perlow (1976 – 1989)
- Thomas H. Braid (1974 – 1975)
- Gilbert J. Perlow 1971 – 1973)
- Frank E. Myers (1965 – 1970)
- J. H. Crawford, Jr. (1962 – 1964)

Actuellement, la direction de publication est assurée par Nghi Q. Lam (Argonne National Laboratory, États-Unis).